# Hranice (zámek)

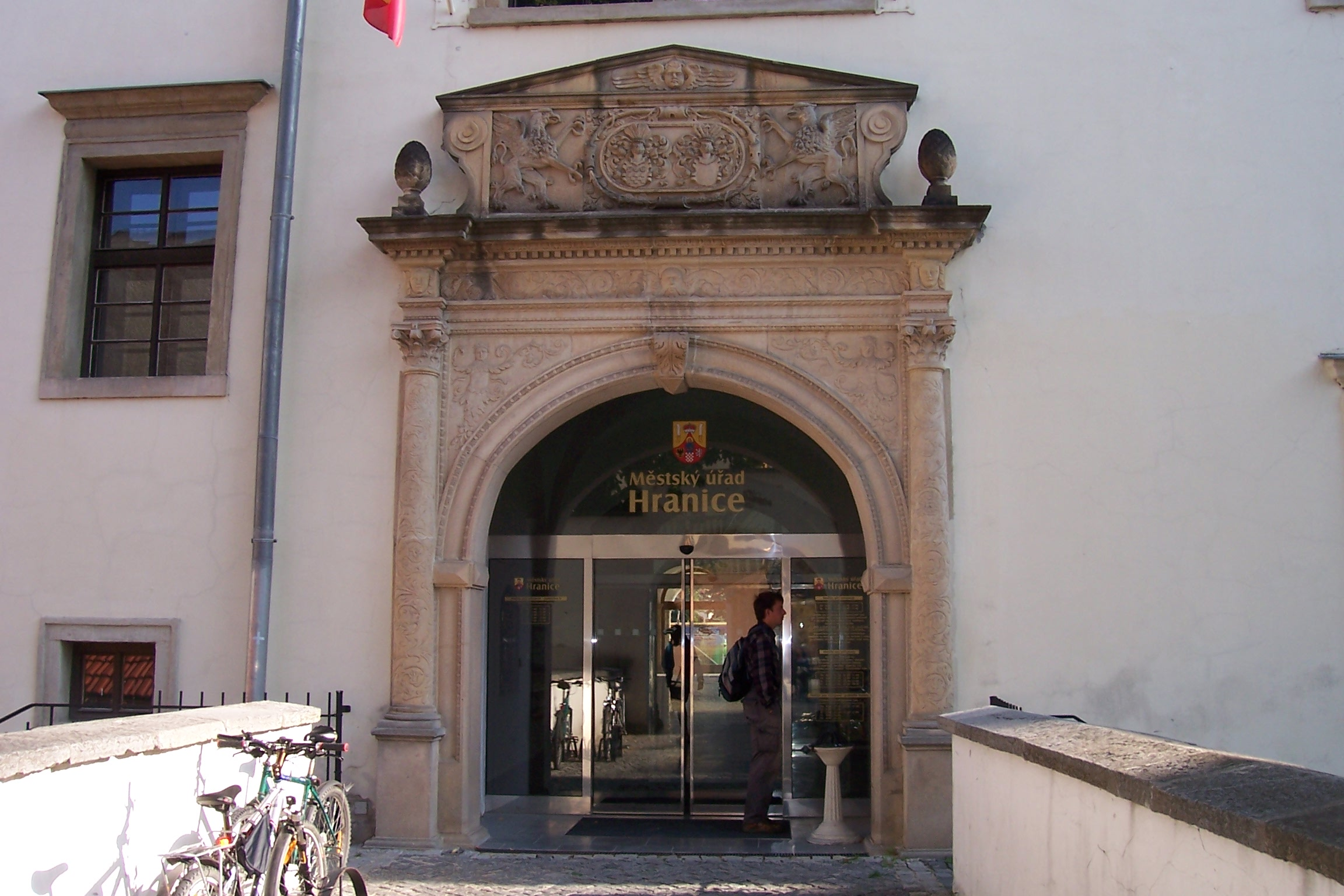
Zámek Hranice - portál

Zámek v Hranicích je barokní stavba vzniklá na původních základech staršího hradu vybudovaného Pernštejny. Je chráněn jako kulturní památka České republiky.

## Dějiny
Roku 1427 se Hranice staly součástí rozlehlého panství nepsaných vládců husitské a pohusitské Moravy - pánů z Cimburka. Za vlády Jana a Ctibora Tovačovských z Cimburka byly Hranice opevněny kamennými hradbami (1435-1460) a původně dřevěná městská tvrz, již pravděpodobně vybudovali v místech dnešního zámku někteří ze zástavních držitelů města, byla přestavěna na malý kamenný hrádek.
Roku 1470 získal hranické panství společně s hradem pan Albrecht Kostka z Postupic, nejvyšší komorník zemského soudu v Olomouci. Na hradě ovšem mnoho nepobýval a pro značné zadlužení byl brzy nucen hrad s městem zastavit panu Janu Bělíkovi z Kornic. Nehledě na tuto zástavu ale hrad s přináležejícím zbožím roku 1475 prodal za 4000 zlatých a tři životy (termín „tři životy“ znamená možnost držby v zástavě po dobu tří generací rodu, tj. po dobu života pana Viléma a jeho dvou nástupců) pánům Vilémovi a Janovi z Pernštejna. Tato obchodní transakce ovšem poněkud komplikovala situaci, poněvadž právoplatnými majiteli jednoho a téhož panství se stali zároveň pan Jan Bělík a pan Vilém z Pernštejna. Není známo, jak se celá věc urovnala, ale k roku 1477 byl již pánem na Hranicích Vilém. Pernštejnové vlastnili město Hranice mezi léty 1475–1547. S jejich vládou je spojen rozkvět hranického panství i města samotného. Došlo také k další přestavbě městského hradu, jenž byl významně rozšířen (snad mezi rokem 1480 a 1514). Z této doby také pochází válcový základ dnešní zámecké věže.

Pod vlastnictvím Jana Kropáče z Nevědomí zažilo město jednu z posledních renesancí svého rozkvětu. Poněvadž si Jan Kropáč vybral Hranice jako sídelní město, došlo k novým urbanisticko-architektonickým úpravám historického jádra, přičemž pozornost se soustředila především na sídlo samotné – tedy původně pernštejnský hrad, který byl přebudován na výstavný trojkřídlý renesanční zámek. Vlastní budova zámku se od dnešní stavby se lišila pouze západním křídlem, jež bylo o něco kratší než dnes, a také severním zakončením zámku, neboť severní arkádové křídlo ještě nestálo a zámek tak byl v tuto stranu oddělen od hospodářské části pouze příkopem, a úpravou vstupní (dnes Zámecké) ulice. Stará pernštejnská původně cele válcová věž dostala osmibokou nástavbu a byla zastřešena kuželovou střechou s podsebitím.

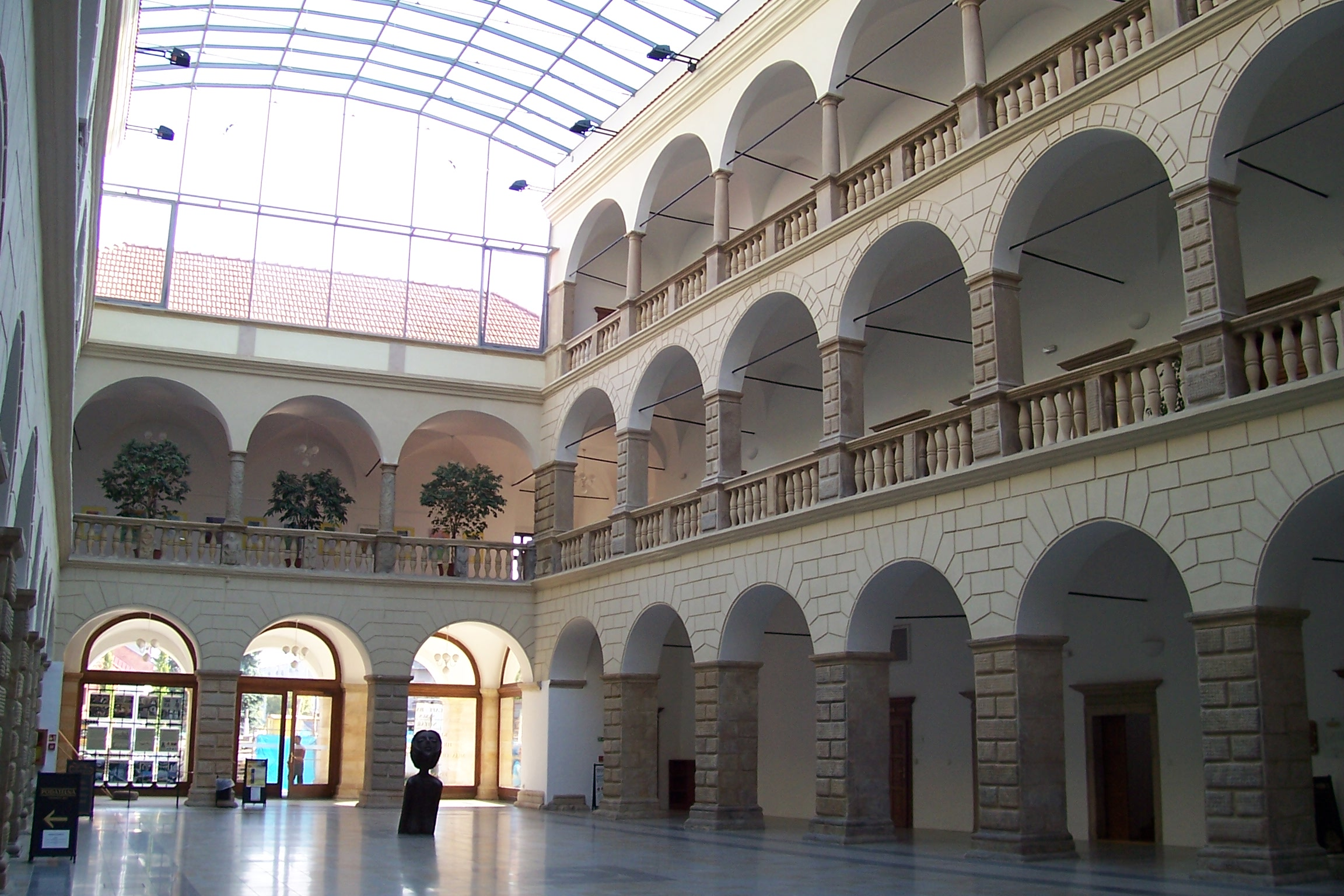
Prosklené nádvoří zámku

Po smrti Jana Kropáče se na Hranicích vystřídalo několik majitelů (Jan mladší ze Žerotína, Bedřich ze Žerotína, Jan Jetřich z Kunovic), mezi léty 1600–1609 vlastnil město Zdeněk Žampach z Potštejna (z období jeho působení pochází korouhvička na zámecké věži a unikátní arkádové severní křídlo zámku).
Posledním majitelem Hranic, jenž na zámku sídlil, byl Václav Mol z Modřelic, který panství od Žampachů koupil. Jeho podpis najdeme především v bohužel vlivem času dosti poničených zámeckých interiérech. Za stavovského povstání proti Habsburkům byl Václav Mol zvolen mezi 12 moravských direktorů za panský stav, kteří převzali prozatímní vládu na Moravě. Po bitvě na Bílé hoře bylo město se zámkem roku 1620 vzato pod kontrolu císařskými vojsky. 31. května 1621 byl zatčen spolu s dalšími šlechtici Václav Mol a uvržen do vězení v Olomouci a posléze na brněnském Špilberku, kde roku 1625 také zemřel. Jeho zkonfiskovaný majetek získal roku 1622 biskup a kardinál František Josef z Ditrichštejna trvale sídlící v Olomouci. Ten město i přes ozbrojený odpor hranických měšťanů převzal a po peripetiích třicetileté války téměř na tři sta let začlenil do ditrichštejnského dominia.
V současnosti slouží zámek jako městský úřad, kdy po rekonstrukci bylo nádvoří opatřeno skleněným příkrovem, čímž vzniklo světlé atrium.